# 乌尤寺

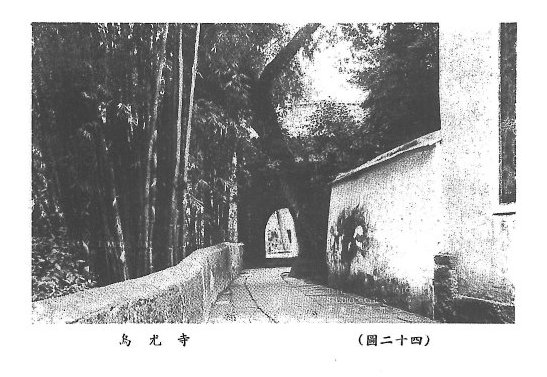
民國年間的烏尤寺

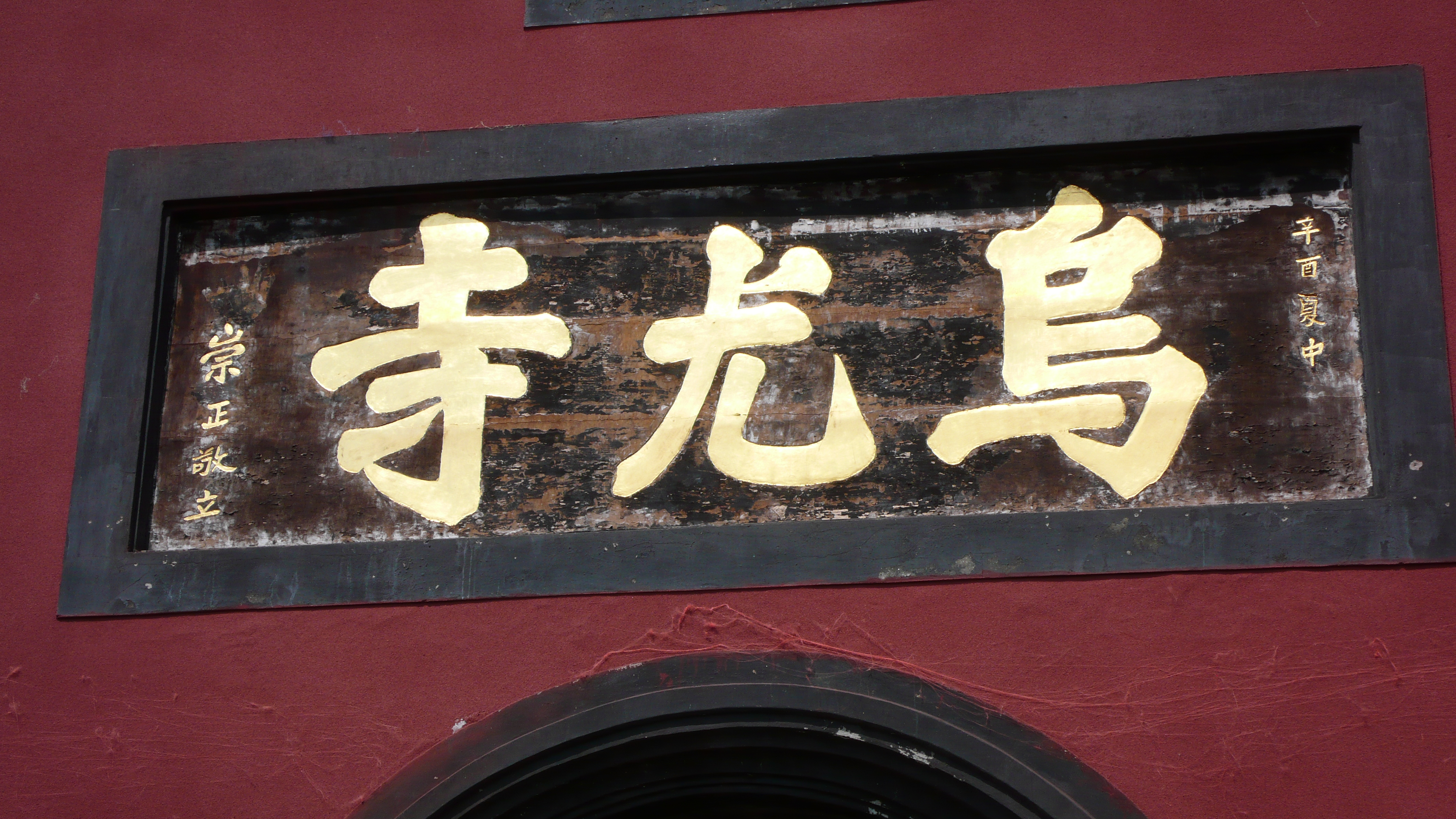
烏尤寺寺額

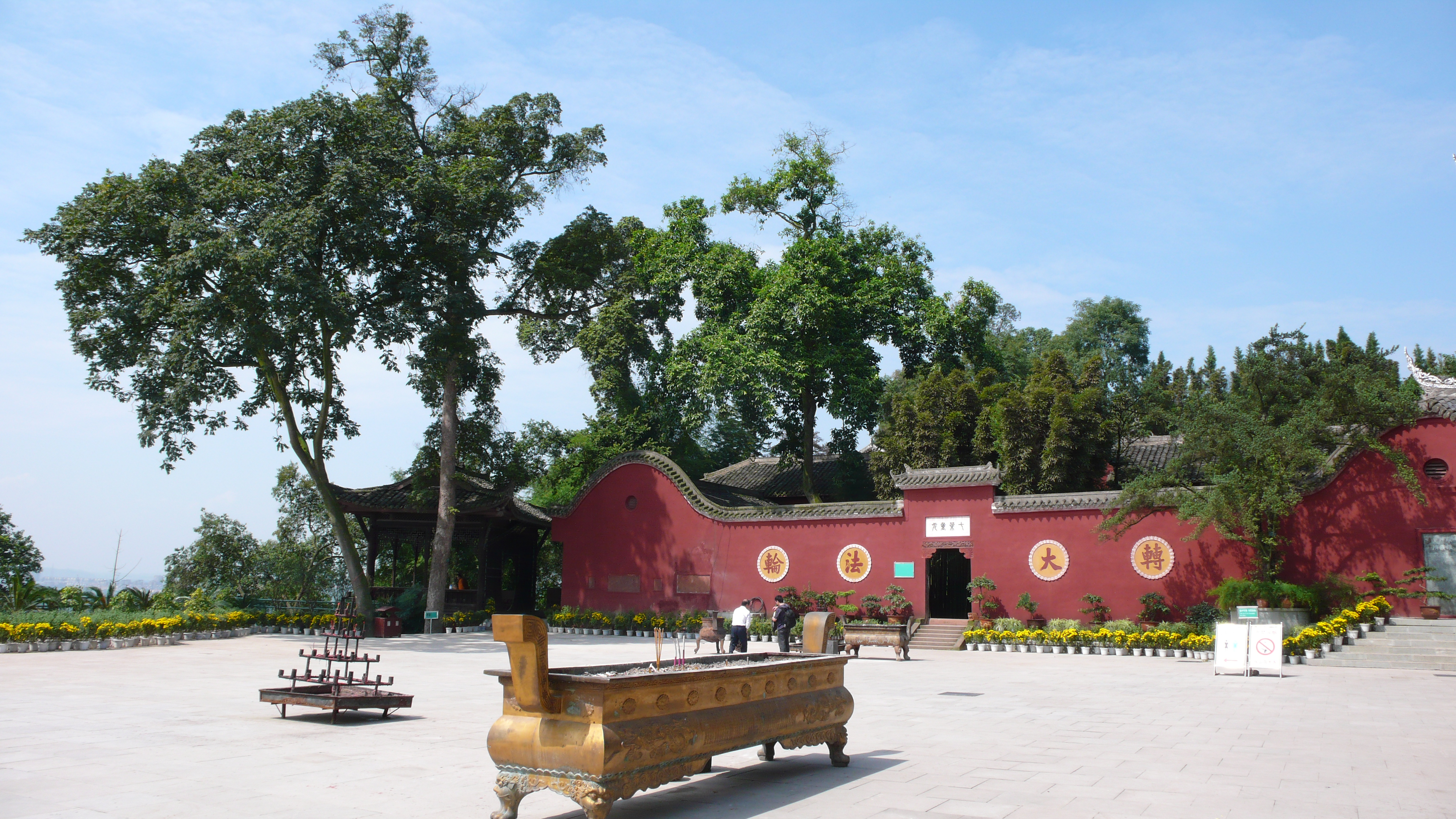
烏尤寺內

乌尤寺是一座有着一千多年历史的佛教名寺，位于乐山市城南大渡河、青衣江和岷江汇合处的乌尤山顶，紧邻乐山大佛。1983年，被中华人民共和国国务院确定为汉族地区佛教全国重点寺院。1980年7月7日附於離堆列為四川省重新確定公布的第一批省級文物保護單位。

## 历史
乌尤寺始建于唐朝，僧人惠净法师为其开山祖师，原名正觉寺。北宋时，以山名寺，改为乌尤寺。明清两代毁于战乱，现存建筑多为清朝末年和近代所建。文化大革命中，乌尤寺毁坏严重。后在政府及社会各界的支持下，由遍能法师筹集资金将主要殿堂修复一新，诸多被毁建筑也次第恢复重建。

## 著名法师
- 惠净法师，唐代。
- 传度法师，民国。
- 遍能法师（1906年-1997年），四川乐山人，曾任乌尤寺方丈大和尚。
- 传智法师（1963年-），四川三台人，1983年5月在峨眉山万年寺出家，毕业于中国佛学院。现为乌尤寺住持兼监院。